# Анкер, Юхан
Юхан Август Анкер (норв. Johan August Anker, 26 июня 1871, Халден — 2 октября 1940, Осло) — норвежский яхтсмен и конструктор яхт, олимпийский чемпион. Принимал участие в Летних Олимпийских играх 1908, Летних Олимпийских играх 1912, и Летних Олимпийских играх 1928 годов.

## Биография
В 1908 году занял четвёртое место как член экипажа норвежской яхты «Фрам» на Летние Олимпийские игры 1908. В 1912 как член экипажа норвежской яхты «Магда IX», завоевал золотую медаль. В Олимпиаде 1928 завоевал свою вторую золотую медаль как член экипажа яхты «Norna».
Получил международное признание в 1910—20-е годы как конструктор яхт «метровых классов». Также известен как создатель яхты олимпийского класса «Дракон».
Похоронен на Западном кладбище Осло.